# Templetuohy
Templetuohy (iriska: Teampall Tuaithe, engelska: Templetouhy) är en ort i republiken Irland.   Den ligger i provinsen Munster, i den centrala delen av landet, 120 km sydväst om huvudstaden Dublin. Templetuohy ligger 133 meter över havet och antalet invånare är 323.
Terrängen runt Templetuohy är platt.Runt Templetuohy är det glesbefolkat, med 13 invånare per kvadratkilometer. Närmaste större samhälle är Thurles, 12,9 km söder om Templetuohy. I omgivningarna runt Templetuohy växer i huvudsak blandskog.